# Ricardo Puentes Melo
Ricardo Puentes (Bogotá; 20 de julio de 1963) es un antropólogo y periodista colombiano. Ha sido director del portal Periodismo sin Fronteras. Autor de varios libros. Fue crítico del gobierno de Juan Manuel Santos a raíz del acuerdo de paz entre el gobierno colombiano y las FARC-EP.

## Biografía
Ricardo Puentes es antropólogo de la Universidad Nacional de Colombia, periodista y autor.  Su abuelo fue asesinado por el Movimiento 19 de Abril, al que pertenece el actual presidente de Colombia, Gustavo Petro Urrego, debido a que él denunció secuestros por parte de dicho grupo guerrillero. Trabajó para El Espectador, el Noticiero Nacional y Todelar, en donde además fue libretista de radionovelas, como lo fue en Producciones Punch, Promec y de Cenpro TV. En la Alcaldía de Luis Eduardo Garzón en Bogotá fue consejero de Cultura, un cargo de elección popular dentro del gremio. 
Fuerte defensor de la política conservadora colombiana, en 2017 renunció al partido de derecha Centro Democrático (Colombia) del expresidente Álvaro Uribe Velez alegando que había sido tomado por la izquierda
Como antropólogo, trabajó sus primeros años profesionales en un libro sobre los descendientes en Colombia del descubridor Pedro Alonso Niño, el libro "Los descendientes en Colombia del navegante y descubridor de América, Pedro Alonso Niño", escrito en 2 tomos de 347 y 405 páginas respectivamente, basándose en los fuentes bibliográficas de la historiadora colombiana Magdalena Corradine Mora, como "Los fundadores de Tunja : Genealogías", y la obra "Genealogías del Nuevo Reino de Granada" de Juan Flórez de Ocariz.
Como periodista ha tenido una actividad controvertida, siendo criticado por faltar a la ética periodística en múltiples escenarios que incluye la publicación de información falsa, no comprobada, exageraciones y/u omisiones en pro de su propia línea editorial En 2018, un juez lo condenó a 20 meses de prisión y una multa de 12 salarios mínimos mensuales vigentes en COP por injuria y calumnia por difamar y culpar a la exfiscal Ángela María Buitrago, quien hizo investigaciones en el caso de la toma del palacio de justicia. Esta condena se dio, principalmente, porque Puentes en su defensa al general Alfonso Plazas Vega en su portal por medio de información sobre supuestos delitos cometidos por la exfiscal del caso. A causa de esta condena, Puentes solicitó asilo en los Estados Unidos donde ya se encontraba. 
Ricardo Puentes Melo ha sido autor de varios libros con formato periodístico editorial o de opinión, entre los que promocionó especialmente "Petro Presidente ¿conspiración o democracia?", "Homosexualismo, una agenda globalista: Su Mafia en Colombia", o "Soros y la traición de Álvaro uribe a Colombia" en los que expone su punto de vista en apoyo a la teoría conspirativa que ubica a George Soros como un titiretero global que financia múltiples ONGs y a la propia ONU con la finalidad de acabar con los valores cristianos occidentales en pro de una agenda global LGBT. 
También ha sido crítico de varios políticos colombianos a los que ha acusado de ser homosexuales y pro agenda homosexual financiados por Soros como Gustavo Petro, Iván Duque, Fernando Carrillo Flórez entre otros.

## Publicaciones
- Parafán, biografía no autorizada del capo del cartel de Bogotá, 2014, Edición Kindle
- Los descendientes en Colombia del navegante y descubridor de América, Pedro Alonso Niño: Tomo 1, 2017, ISBN: 978-1973476276
- Los descendientes en Colombia del navegante y descubridor de América, Pedro Alonso Niño: Tomo 2, 2017, ISBN: 978-1973480150
- Homesexualismo, una agenda globalista: su mafia en Colombia, 2017, ISBN: 979-8769926440
- Periodismo sin fronteras, ocho años censurado: Tomo 1, 2017, ISBN: 978-1973422877
- Periodismo sin fronteras, ocho años censurado: Tomo 2, 2017, ISBN: 978-1973449287
- Colombia cayó ante el comunismo: El itinerario del complot castrista para colocar a Iván Duque en la presidencia de Colombia, 2018, ISBN: 978-1718081291
- El uribismo maoísmo en Colombia: El engaño del uribismo a la derecha, 2019, ISBN: 978-1677408153
- Petro Presidente ¿conspiración o democracia?, 2023. Edición Kindle